# Fred Hovey
Pour les articles homonymes, voir Hovey.
Frederick « Fred » Howard Hovey, né le 7 octobre 1868 à Newton et décédé le 18 octobre 1945 à Miami Beach, est un ancien joueur de tennis américain.
Il a remporté l'US Open en simple en 1895, ainsi qu'en double, en 1893 et en 1894. Il est membre du International Tennis Hall of Fame depuis 1974.